# Kampuslandet
Kampuslandet är en ö i Finland. Den ligger i Finska viken och i kommunen Lovisa i den ekonomiska regionen  Lovisa i landskapet Nyland, i den södra delen av landet. Ön ligger omkring 84 kilometer öster om Helsingfors.
Öns area är 1,5 kvadratkilometer och dess största längd är 2,2 kilometer i nord-sydlig riktning. Ön höjer sig omkring 40 meter över havsytan.